# Domingo Cura
Domingo Cura (* 7. April 1929 in Santiago del Estero; † 13. November 2004 in Buenos Aires) war ein argentinischer Perkussionist.

## Leben
Cura spielt in seiner Jugend in Santiago del Estero mit einem Orchester Foxtrott, Tango und Jazz. Achtzehnjährig kam er mit dem Mundharmonikaspieler Hugo Díaz nach Santiago. Hier interpretierte er in den 1950er Jahren karibische Musik und Jazz und trat mit Musikern wie Nat King Cole, Lucho Gatica und dem Trío Los Panchos und den Gruppen René Cospitos und Eduardo Armanis auf. Bei RCA Victor spielte er sein erstes Album mit dem Santa Anita Sextet ein.
Daneben spielte er argentinische Folklore mit Hugo Díaz und nahm mit dem Pianisten Ariel Ramírez und dem Charangospieler Jaime Torres 1961 das Album Folklore nueva dimensión auf. Ein Höhepunkt seiner Laufbahn war die Aufnahme der Misa Criolla mit deren Komponisten Ramírez, Jaime Torres und den Los Fronterizos. Weiterhin arbeitete er mit Gato Barbieri und Jorge López Ruiz. Auch wirkte er an Mercedes Sosas Cantata Sudamericana mit.
Aus der Zusammenarbeit mit dem Rockmusiker Lito Nebbia entstand 1972 das Album Despertemos en America. Im gleichen Jahr wirkte Cura auch an Roque Narvajas Album Octubre mit. In den 1990er Jahren spielte er mit den Los Gatos das Album Las aventuras de Lito Nebbia y Domingo Cura ein. 2002 war er Perkussionist auf Gustavo Ceratis Album Siempre es hoy. Weiterhin arbeitete Cura u. a. mit Eduardo Lagos, Kelo Palacios, Astor Piazzolla und Milton Nascimento zusammen. Er trat mit dem Jazzmusiker Gerry Mulligan auf und nahm mit Gato Barbieri am Newport Jazz Festival im New Yorker Central Park teil. Cura starb 2004 fünfundsiebzigjährig während eines Auftrittes mit Chico Novarro an Herzversagen.

## Soloalben
- Tiempo de percusión
- Gloria
- El Dios de los parches
- La percusión en el folclore argentino
- La Peregrinacion
- Quena, Charango y Bombo